# Raj Chandra Bose
Raj Chandra Bose (en bengali রাজ চন্দ্র বসু), né le 19 juin 1901 à Hoshangabad, Madhya Pradesh, mort le 31 octobre 1987 à Fort Collins au Colorado, est un mathématicien et statisticien indien. Il est connu notamment pour ses travaux en théorie des codes (Code BCH).

## Biographie
Raj Chandra Bose est né à Hoshangabad, en Inde, premier d'une fratrie de cinq frères et sœurs. Son père, médecin, plaçait de grands espoirs dans son fils aîné et s'attendait à de très bons résultats scolaires. Orphelin à l'âge de 19 ans, Bose a la responsabilité de ses frères et sœurs. Malgré des circonstances difficiles, il fait des études à l'Université de Calcutta où il obtient en 1927 une maîtrise en mathématiques.
En décembre 1932, Prasanta Chandra Mahalanobis, directeur de l'Institut indien de statistiques qui venait d'être créé, recrute Bose qui y apprend les connaissances de base en statistique. Il passe en 1940 à l'université de Calcutta, où il devient en 1945 directeur du département de statistique. C'est en 1947 qu'il passe sa thèse de doctorat.
En 1947 Bose est professeur invité à l'Université Columbia et à l'université de Caroline du Nord à Chapel Hill. Il reçoit plusieurs offres de postes. En mars 1949, il rejoint l'université de Caroline du Nord à Chapel Hill comme professeur de statistique, où il est actif jusqu'à sa retraite en 1971. Il accepte ensuite un poste à l'Université d'État du Colorado à Fort Collins, qu'il quitte à son tour pour une deuxième retraite en 1980. 

## Travaux
Bose réalise ses recherches les plus connues à Chapel Hill. Avec son étudiant S. S. Shrikhande il donne un exemple de carrés latins de taille 4k + 2 qui contredisent la conjecture d'Euler selon laquelle il n'existe pas de carrés latins orthogonaux de cet ordre,. Ils montrent même qu'il existe une infinité de tels carrés latins.
Avec D. K. Ray-Chaudhuri (et indépendamment et après Alexis Hocquenghem) il découvre un code correcteur d'erreur, appelé d'après leurs inventeurs Code BCH, qui est maintenant un classique parmi les codes correcteurs par bloc,.
Bose est également actif dans le design combinatoire.

## Prix et distinctions
En 1950 il est conférencier invité au Congrès International des Mathématiciens (ICM) à Cambridge (Massachusetts) pour une conférence plénière « Mathematical theory of factorial designs ». En 1976, Bose est élu Fellow de l'Académie nationale des sciences des Etats-Unis. 

## Publications (sélection)
- Raj Chandra Bose et Sharadchandra Shankar Shrikhande, « On the falsity of Euler´s conjecture about the non-existence of two orthogonal latin squares of order 4t+2 », Proceedings National Academy of Sciences, vol. 45, no 5,‎ 1959, p. 734-737.
- Raj Chandra Bose et Sharadchandra Shankar Shrikhande, « On the construction of sets of mutually orthogonal latin squares and the falsity of a conjecture of Euler », Transactions AMS, vol. 95,‎ 1960, p. 191-209 (lire en ligne, consulté le 15 janvier 2018).

- Raj Chandra Bose, « On the construction of balanced incomplete block designs », Annals of Eugenics, vol. 9,‎ 1939, p. 358-399.
- Raj Chandra Bose et K. R. Nair, « Partially balanced incomplete block designs », Sankhya, vol. 4,‎ 1939, p. 337-372.

- Raj Chandra Bose, Dwijendra Kumar Ray-Chaudhuri et Alexis Hocquenghem, « On a class of binary error correcting group codes », Information and Control, vol. 3, no 1,‎ 1960, p. 68-79
- Raj Chandra Bose, Dwijendra Kumar Ray-Chaudhuri et Alexis Hocquenghem, « Further Results on error correcting group codes », Information and Control, vol. 3, no 3,‎ 1960, p. 279-290.
- Raj Chandra Bose et D. M. Mesner, « On linear associative algebras corresponding to association schemes of partially balanced designs », The Annals of Mathematical Statistics, vol. 30, no 1,‎ 1959, p. 21–38 (DOI 10.1214/aoms/1177706356, JSTOR 2237117, MR 102157, lire en ligne)

## Articles liés
- Plan en blocs
- Design combinatoire
- Algèbre de Bose-Mesner (en)
- Plan d'expériences

- VIAF
- ISNI
- IdRef
- LCCN
- GND
- Pays-Bas
- Israël
- Catalogne
- WorldCat